# (2525) O'Steen
(2525) O'Steen es un asteroide perteneciente al cinturón de asteroides, descubierto el 2 de noviembre de 1981 por Brian A. Skiff desde la Estación Anderson Mesa  (condado de Coconino, cerca de Flagstaff, Arizona, Estados Unidos).

## Designación y nombre
Designado provisionalmente como 1981 VG. Fue nombrado O'Steen en homenaje a “Elizabeth O'Steen-Skiff” madre del descubridor.